# James H. Alley, Jr.
James 'Moe' Alley Jr. (20 de Julho de 1920 - 14 de Março de 2008) foi um suboficial da Easy Company, integrante da 101ª Divisão Aerotransportada do Exército dos Estados Unidos, na Segunda Guerra Mundial. Ele foi interpretad por George Calil na minisérie Band of Brothers.

## Vida
Alley was born on July 20, 1922 in Mount Ida, Arkansas. Alley attended school in Arkansas and enlisted in 1942 there.

## Serviço Militar
Alley se voluntariou para paraquedista e foi enviado para treinamento em Toccoa, Georgia. Uma vez a Easy Company foi punida e teve que marchar até o topo do Currahee. Durante a subida, Alley sugeriu ao seu amigo Dewitt Lowrey para sentarem e se juntarem a compania quando ela estivesse descendo. O Major William Boyle os viu e poderia tê-los prendido mas ordenou que os dois o seguissem até o topo da Currahee por duas vezes. Mais tarde Richard Winters contou a Alley e Lowrey que o Major Boyle foi corredor de cross country.
Alley fez seu primeiro saldo de conbate na Normandia durante o Dia D. Ele teve que ser empurrado para fora do avião por seu amigo Paul Rogers porque estava com dificulades para sair. Alley pousou em Ste. Mere-Eglise batendo em uma parede atrás de uma casa e foi cortado pelos vidros quebrados embutidos na parte superior da parede. Mais tarde ele encontrou Rogers e Earl McClung e os três lutaram com os soldados do 505o. Regimento.
Alley participou da Operação Market Garden e lutou na defesa da Ilha. Em 5 de Outubro de 1944, Alley foi escolhido para uma missão de patrulha liderada pelo sargento Art Youman com Joseph Lesniewski, Joseph Liebgott e Roderick Strohl. Eles encontraram uma grande patrulha alemã e um soldado inimigo lançou uma granada em direção a eles. Lesniewski gritou para alertar a todos e Alley conseguiu se proteger a tempo. Após a explosão, Alley ficou com 32 ferimentos em seu corpo. Alley comentou que certamente estaria morto de Joe Lesniewskiy mão tivesse avisado sobre a granada. Em 1994, quando Alley foi levado para o hospital, pedaços de estilhaços da explosão ainda podiam ser encontrados em seu corpo.
Alley ficou por dois meses no hospital e após a sua alta foi enviado para o 12o. Batalhão de Suprimentos e estava prestes a ser transferido para outra compania. Ele não queria isso e decidiu ir ao AWOL. Vendeu uma Luger alemã para arrecadar dinheiro e foi para Paris. Lá ele encontrou Richard Winters que o ajudou a organizar o transporte para voltar a Easy Company. Eme embarcou em Mourmelon em 15 de Dezembro de 1944, poucos dias antes da 101ª Divisão Aerotransportada ser enviada para Bastogne.
Alley lutou na Batalha do Bulge em Bastogne com Easy Company. Enquanto estavam em Noville, Alley e Edward Shames  confundiram um tanque alemão com um tanque aliado. Os dois conseguiram se esconder e não foram atacados. Já na Austria, de acordo com uma carta do capitão Ronald Speirs escrita por Forrest Guth, Alley foi preso porque estava bêbado. Ele foi dispensado em 1945.

## Aposentadoria
Alley mudou com sua família para a California, e lá permaneceu até 1951 quando se mudou para Washington. Ele se tornou empreiteiro especializado em remodelação e construção de casas e edifícios comerciais.
Alley se casou com Elizabeth 'Bettie' Riley em Seattle em 1975. Eles tiveram três filhos. Após sua aposentadoria, em 1987, a família se mudou para Marblemount antes de finalmente se estabelecer em Sedro-Woolley. Alley morreu em Clayton House em 14 de Março de 2008.

## Ligações Externas
- James Alley's Shadowbox